# 日本資料専門家欧州協会
日本資料専門家欧州協会（にほんしりょうせんもんかおうしゅうきょうかい、European Association of Japanese Resource Specialists）は、日本資料（図書館資料・情報資源）に関心を持つヨーロッパの専門家による団体。略称はEAJRS（いーえーじぇーあーるえす）。会長はベルギー、ルーヴェン大学のウィリー・ヴァンドゥワラ。

## 概要
EAJRSは1989年10月にベルリンで開催された、日本研究の研究者と情報専門家によるワークショップにおいて設立された。その目的は、ヨーロッパ各地の日本研究機関の情報交換と、日本からの情報入手促進および普及にあった。背景には、経済発展により日本情報への要求が高まったこと、円高により資料入手経費が高騰し協力体制が必要になったこと、情報技術の発展により遠隔地同士の連携が現実的になったこと、などがあげられる。
翌1990年から毎年秋に年次大会が開催されている。大会参加者は主として欧州内の日本研究機関の研究者、司書、日本関係コレクションを所蔵する博物館の学芸員などだが、広く開かれた会合なのでアーキビスト、出版社やデータベース業者など幅広い専門家が、欧州だけでなく米国や日本からも多数参加している。
年次大会の他に、「崩し字ワークショップ」、「在欧和古書保存ワーキンググループ」の活動が行われている。
EAJRSの活動、ネットワークを基盤に実現したプロジェクトには、国文学研究資料館で公開している「日本古典籍総合目録データベース」などがある。

## 年次大会の開催地（国）
- 1989年：ベルリン（西ドイツ）
- 1990年：ブダペスト（ハンガリー）
- 1991年：ベルリン（ドイツ）
- 1992年：ライデン（オランダ）
- 1993年：ストックホルム（スウェーデン）
- 1994年：ボン（ドイツ）
- 1995年：ウィーン（オーストリア）
- 1996年：ヴュルツブルク（ドイツ）
- 1997年：ハイデルベルク（ドイツ）
- 1998年：ルーヴァン（ベルギー）
- 1999年：クラクフ（ポーランド）
- 2000年：プラハ（チェコ）
- 2001年：ブラチスラバ（スロバキア）
- 2002年：パリ（フランス）[10]
- 2003年：ヴァランシエンヌ（フランス）
- 2004年：サラマンカ（スペイン）
- 2005年：ルンド（スウェーデン）
- 2006年：ヴェネツィア（イタリア）
- 2007年：ローマ（イタリア）
- 2008年：リスボン（ポルトガル）
- 2009年：ノリッジ（イギリス）
- 2010年：ジェノバ（イタリア）
- 2011年：ニューカッスル（イギリス）[11]
- 2012年：ベルリン（ドイツ）[12]
- 2013年：パリ（フランス）
- 2014年：ルーヴァン（ベルギー）
- 2015年：ライデン（オランダ）[13]
- 2016年：ブカレスト（ルーマニア）[14]
- 2017年：オスロ（ノルウェー）[15]
- 2018年：カウナス（リトアニア）[16]
- 2019年：ソフィア（ブルガリア）[17]
- 2020年：COVID-19の大流行により次年度に延期[18]
- 2021年：サンクトペテルブルク（ロシア）[19]
- 2022年：リスボン（ポルトガル）
- 2023年：ルーヴァン（ベルギー）[20]